# بدر الحارثي
بدر الحارثي (مواليد 2 أبريل 1994) لاعب كرة قدم إماراتي يجيد اللعب في الوسط . لعب سابقاً لأندية الوحدة والظفرة و نادي دبا الفجيرة .

## روابط خارجية
- بدر الحارثي على موقع Soccerway.com (الإنجليزية)